# 元老会
元老会（げんろうかい、フランス語: Conseil des Anciens、元老院とも）は、フランス革命後期の1795年8月22日から1799年11月9日まで、すなわち総裁政府期のフランスの立法府のうち上院にあたる議会である。

## 概要
元老会は第一共和政下の二院制議会の上院にあたり、250人から構成され、下院にあたる五百人会が提出した法案について賛否を議決した。議員は40歳以上の者に限られ、毎年3分の1が改選された。元老会に法案提出権はなかったが、元老会の否決した法案を1年以内に再提出することはできなかった。
元老会は立法府としての役割を果たす一方、執行権を分担する5人の総裁は五百人会の提出した名簿から元老会が選任した。